# Batalla de Messana
La batalla de Messana tingué lloc entre el 265-264 aC i fou el primer enfrontament militar entre la República Romana i Cartago. Va ser el començament d'una sèrie de guerres entre les dues potències que s'allargarien gairebé durant un segle, conegudes com les guerres púniques.
A l'inici de la Primera Guerra Púnica, Roma tenia un interès creixent en Sicília, que era controlada pels cartaginesos a l'oest i Hieró II, dictador de Siracusa, al sud-est. Al nord, els mamertins, mercenaris italians portats a Sicília com a guàrdia d'elit d'Agàtocles de Siracusa, a la mort d'aquest prengueren el control de la ciutat de Messana (289 aC) i en retengueren el poder durant vint-i-cinc anys.

## Rerefons
El conflicte que faria esclatar la Primera Guerra Púnica començà quan Hieró II decidí recapturar Messana, Durant el període entre 270 i 265 aC infligí serioses derrotes als mamertins i arribà fins i tot a les portes de la ciutat. Per evitar la caiguda de Messana, els mamertins pactaren amb els cartaginesos i acceptaren retenir a la ciutat una guarnició cartaginesa. A canvi, Hieró va acceptar aturar les seves accions militars.
Poc després, però, els Mamertins s'adonaren que s'havien exposat massa a quedar sota el control dels cartaginesos al tenir una guarnició a la ciutat i enviaren una ambaixada a Roma en busca d'una aliança. En el Senat Romà hi hagué un gran debat, perquè si bé no es volia enviar ajut als mamertins per haver pres injustament i per traïció el control de Messena, tampoc es volia deixar Sicília sota el control dels cartaginesos. A més, eren molts els que esperaven enriquir-se en el cas que esclatés una guerra. Així doncs, el Senat passà la decisió a l'assemblea popular que acceptà l'oferta i envià el consol  Appi Claudi al capdavant de l'expedició. Els mamertins, per la seva banda, expulsaren la guarnició cartaginesa, el comandant de la qual,  Hannó fou crucificat en arribar a Cartago, condemnat per covardia.

## Batalla
Roma i Cartago enviaren un gran nombre de tropes a Sicilia. Els púnics foren els primers a arribar, desembarcant a Lilibèon, a l'oest de l'illa i des d'allí marxaren cap al sud, aliant-se amb Agrigent i Siracusa. Llavors es desplaçaren al nord i posaren setge a Messana. Els romans, amb Api Claudi al capdavant de dos legions, creuaren l'estret de Messana i arribaren a la ciutat pel costat oposat sense que els cartaginesos s'hi oposessin, doncs sembla que en aquells moments encara pensaven pactar amb els romans i evitar la guerra. En els següents dies seguiren una seria de negociacions, sense èxit.
Donades per acabades les negociacions, Appi Claudi es decidí a atacar primer Hieró. Malgrat que la cavalleria romana fou derrotada gairebé completament per la de Siracusa, els legionaris s'imposaren amb facilitat als  hoplites i als mercenaris de Hieró. Si bé la victòria romana no fou clara, Hieró decidí que era millor tornar a la seva ciutat, i abandonà el setge, i Appi Claudi aprofità per atacar el campament púnic. De nou el resultat de la batalla no fou clar, però els cartaginesos, sense el suport de Siracusa, diciren retirar-se.

## Fets posteriors
Claudi avançà cap al sud, atacant sense èxit el fort cartaginès d'Egesta i arribant a les portes de Siracusa. Però no tenia prou soldats per posar setge a la ciutat ni disposava de suport naval, així que retornà a Messana, on deixà un contingent important de tropes i en finalitzar el seu consolat, abandonà Sicilia. La seva expedició havia resultat un èxit a mitges doncs si bé havia salvat als nous aliats de Roma del domini cartaginès, havia fallat en pacificar l'illa. El resultat de la batalla fou una guerra que duraria vint anys.